# Agamémnon Parente Moraes
Agamémnon Parente Moraes (Rio Branco, 27 de janeiro de 1918 - Rio de Janeiro, 9 de fevereiro de 1987) foi um médico, escritor e filósofo brasileiro, fundador em 1949 da revista Raios X. Foi autor de várias obras, dentre elas, a biografia de Rolando Monteiro; e a biografia do Senador Joaquim Santos Parente.

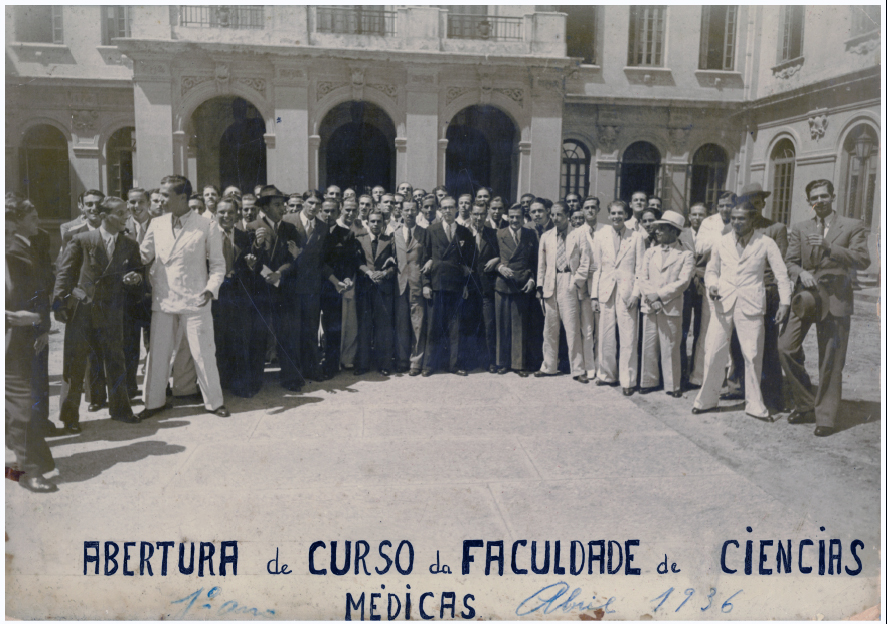
Abertura do Curso da 1ª Turma da Faculdade de Ciências Médicas do Rio de Janeiro, no hospital Graffrée-Guinle em abril de 1936.

## Biografia
Filho do militar amazonense Severo José de Moraes e da professora Francisca Parente de Moraes. Agamémnon Parente nasceu em 1918, em Rio Branco, no estado do Acre, mas mudou-se para o Rio de Janeiro, morando em Vila Isabel, mesmo bairro em que frequentou a primeira turma da Faculdade de Ciências Médicas do Rio de Janeiro, inaugurada em abril de 1936, tendo como sede as dependências do hospital Graffrée-Guinle. Posteriormente, Parente registra com riqueza de detalhes a história da fundação dessa escola na biografia de seu fundador, o ginecologista Rolando Monteiro. Sobrinho do também escritor, o jornalista e político amazonense Péricles Moraes, Parente publica seu primeiro livro em 1945, Evolução da Ideia, obra que trata da Ideia como uma personagem, percorrendo sua trajetória evolutiva ao longo da história da filosofia. Falece em fevereiro de 1987, aos 69 anos no Hospital de Beneficência Portuguesa, bairro da Glória no Rio de Janeiro.

## Obras
- PARENTE, Agamémnon. Evolução da Ideia. Prefácio de Afrânio Peixoto. Rio de  Janeiro: Ed. Aymoré, 1945, 125pp. [1]
- PARENTE, Agamémnon. Vida Exemplar do Senador Parente: visão introspectiva de um caráter. Rio de Janeiro: Ed. Aymoré, 1959.
- PARENTE, Agamémnon. Rolando Monteiro: Fundador da nova escola médica do Brasil. Rio de Janeiro: Selecta, 1980, 215pp. www.worldcat.org